# Liste des maires de Saint-Dié-des-Vosges
 (octobre 2021).
Si vous disposez d'ouvrages ou d'articles de référence ou si vous connaissez des sites web de qualité traitant du thème abordé ici, merci de compléter l'article en donnant les références utiles à sa vérifiabilité et en les liant à la section « Notes et références ».
 (décembre 2022).
Cet article dresse la liste des maires de Saint-Dié-des-Vosges (dénommée « Saint-Dié » avant 1999), une commune du département des Vosges.

## Liste des maires de la commune
Si les archives de la ville attestent que Joseph Febvrel est maire de Saint-Dié en 1737, le premier maire de la commune crée en 1790 est bien l'avocat et homme de loi, Joseph Mengin. Saint-Dié, à peine deux années avant 1789 est une ville chef-lieu de subdélégation, où se retrouvent représentées de nombreuses institutions royales et servies le plus souvent par une noblesse de robe, installée au cours du cours siècle des Lumières, période qui peut être définie de 1720 à 1780. Dès 1788, l'autorité royale a décidée de promouvoir Bruyères, jugée plus centrale. Mais cette dernière mutation, lente et contestée, imposée par l'Ancien Régime reste ici lettre morte, emportée par les soubresauts imprévus de la Révolution.
Saint-Dié faisant fi de sa rétrogradation devient en République chef-lieu de district, et plus tard accède au statut de chef-lieu d'arrondissement. La municipalité de Saint-Dié, ville encore modeste de la montagne vosgienne, acquiert du coup un statut de première importance par ces fonctions régaliennes de second ordre. Les maires garants de l'ordre de l'état dans la vie publique locale sont rapidement nommés par le pouvoir, parfois avec l'intégralité de leurs conseillers, dans le cas des régimes restaurateurs ou autoritaires. Comptant plus de 6000 habitants, la ville bourgeoise de Saint-Dié qui après 1831 procède déjà à l'élection de ses conseillers au suffrage censitaire ne peut choisir librement son maire. Après 1871, la Troisième République lui rend ce droit républicain des origines.
|  | Début de mandat | Fin de mandat | Maire                             | Parti          | Observations                                              |  |
|  | --------------- | ------------- | --------------------------------- | -------------- | --------------------------------------------------------- |  |
|  | 2022            |               | Bruno Toussaint                   | LR             | Ancien commerçant                                         |  |
|  | 2020            | 2022          | David Valence                     | PRV-MR         | Enseignant                                                |  |
|  | 2014            | 2020          | David Valence                     | UDI-UMP-PRV-MR | Enseignant                                                |  |
|  | 2008            | 2014          | Christian Pierret                 | PS             | Avocat                                                    |  |
|  | 2002            | 2008          | Christian Pierret                 | PS             | Avocat                                                    |  |
|  | 2001            | 2002          | Robert Bernard                    | PS             | Inspecteur des Postes retraité, décédé en cours de mandat |  |
|  | 1997            | 2001          | Robert Bernard                    | PS             | Inspecteur des Postes retraité                            |  |
|  | 1995            | 1997          | Christian Pierret                 | PS             | Avocat                                                    |  |
|  | 1989            | 1995          | Christian Pierret                 | PS             | Avocat, député                                            |  |
|  | 1983            | 1989          | Maurice Jeandon                   | RPR            | Conseiller financier, Député                              |  |
|  | 1977            | 1983          | Maurice Jeandon                   | RPR            | Conseiller financier                                      |  |
|  | 1971            | 1977          | Pierre Noël                       | PS             | Professeur d'anglais                                      |  |
|  | 1965            | 1971          | Pierre Noël                       | CIR            | Professeur d'anglais                                      |  |
|  | 1959            | 1965          | Jean Mansuy                       | SE             | Industriel                                                |  |
|  | 1953            | 1959          | Jean Mansuy                       | SE             | Industriel                                                |  |
|  | 1947            | 1953          | Jean Mansuy                       | SE             | Industriel                                                |  |
|  | 1945            | 1947          | Gaston Colnat                     | SE             |                                                           |  |
|  | 1945            | 1945          | Pierre Evrat                      | SE             |                                                           |  |
|  | 1935            | 1944          | Léon Jacquerez                    | PRRRS          | Architecte                                                |  |
|  | 1919            | 1935          | Louis Burlin                      | SE             | Directeur d'une fonderie                                  |  |
|  | 1910            | août 1914 .   | Camille Duceux                    | SE             | Industriel                                                |  |
|  | 1904            | 1910          | Camille Steib                     | SE             |                                                           |  |
|  | 1896            | 1904          | Camille Duceux                    | SE             | Industriel                                                |  |
|  | 1890            | 1896          | Jean-François Mangeonjean         | SE             | Inspecteur primaire                                       |  |
|  | 1888            | 1890          | Emile Roesler                     | Républicain    |                                                           |  |
|  | 1880            | 1888          | Albert Ferry                      | GR             | Avocat Député (1881-1893)                                 |  |
|  | 1875            | 1880          | Joseph-Julien Queuche             | SE             |                                                           |  |
|  | 1870            | 1874          | Charles-Nicolas Gachotte          | Conservateur   | Conseiller général du canton de Saint-Dié(1871-1876)      |  |
|  | 1865            | 1870          | Louis Phulpin                     | SE             |                                                           |  |
|  | 1861            | 1865          | Charles-Nicolas Gachotte          | Conservateur   |                                                           |  |
|  | 1852            | 1861          | E. Lamblé                         | SE             |                                                           |  |
|  | 1837            | 1852          | Albert Blondin                    | SE             |                                                           |  |
|  | 1831            | 1837          | Victor de Comeau                  | SE             |                                                           |  |
|  | 1830            | 1831          | Jean Hubert Houël                 | Conservateur   | Avocat                                                    |  |
|  | 1829            | 1830          | Nicolas Philippe Guye             | SE             | Général de l'armée napoléonienne à la retraite            |  |
|  | février 1817    | août 1829     | François-Marie Brevet (1763-1829) | SE             | Ancien commissaire des guerres                            |  |
|  | décembre 1816   | décembre 1816 | Claude-Nicolas Thurin             | SE             | Notaire, démissionne pour raisons professionnelles        |  |
|  | 1816            | décembre 1816 | François-Joseph Ferry             | SE             | Démissionne le 15 décembre 1816                           |  |
|  | 1815            | 1815          | Joseph Mengin                     | SE             |                                                           |  |
|  | mars 1797       | 1815          | François-Joseph Ferry             | SE             |                                                           |  |
|  | 1797            | 1797          | Jean-François Aubry               | SE             |                                                           |  |
|  | 1795            | 1796          | Jean-Joseph Lhôte                 | SE             |                                                           |  |
|  | 1795            | 1795          | Joseph Simon                      | SE             |                                                           |  |
|  | 1794            | 1794          | Jean-Baptiste Antoine             | SE             |                                                           |  |
|  | 1794            | 1794          | Charles François Petitmengin      | SE             | Constituant                                               |  |
|  | 1792            | 1794          | Jean-Nicolas Bareth               | SE             |                                                           |  |
|  | 1790            | 1792          | Joseph Julien Souhait             | Conventionnel  | Avocat                                                    |  |
|  | 1790            | 1790          | Dieudonné Dubois                  | Gauche         | Président du Conseil des Cinq-Cents                       |  |
|  | 1790            | 1790          | Joseph Mengin                     | SE             | Avocat                                                    |  |
|  |                 |               |                                   |                |                                                           |  |

## Biographies

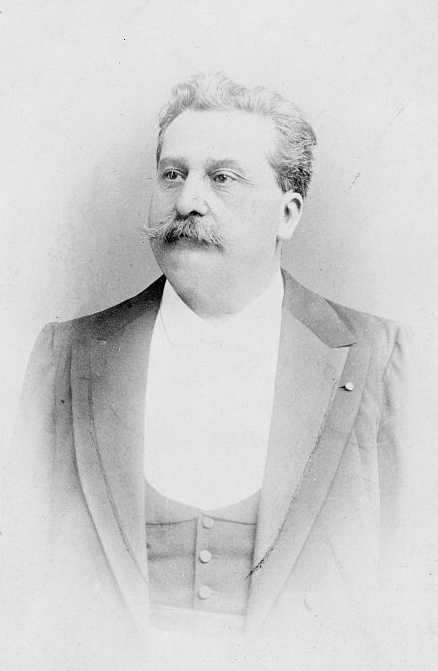
Camille Duceux, maire industriel du textile élu entre 1896 et 1904, puis réélu entre 1910

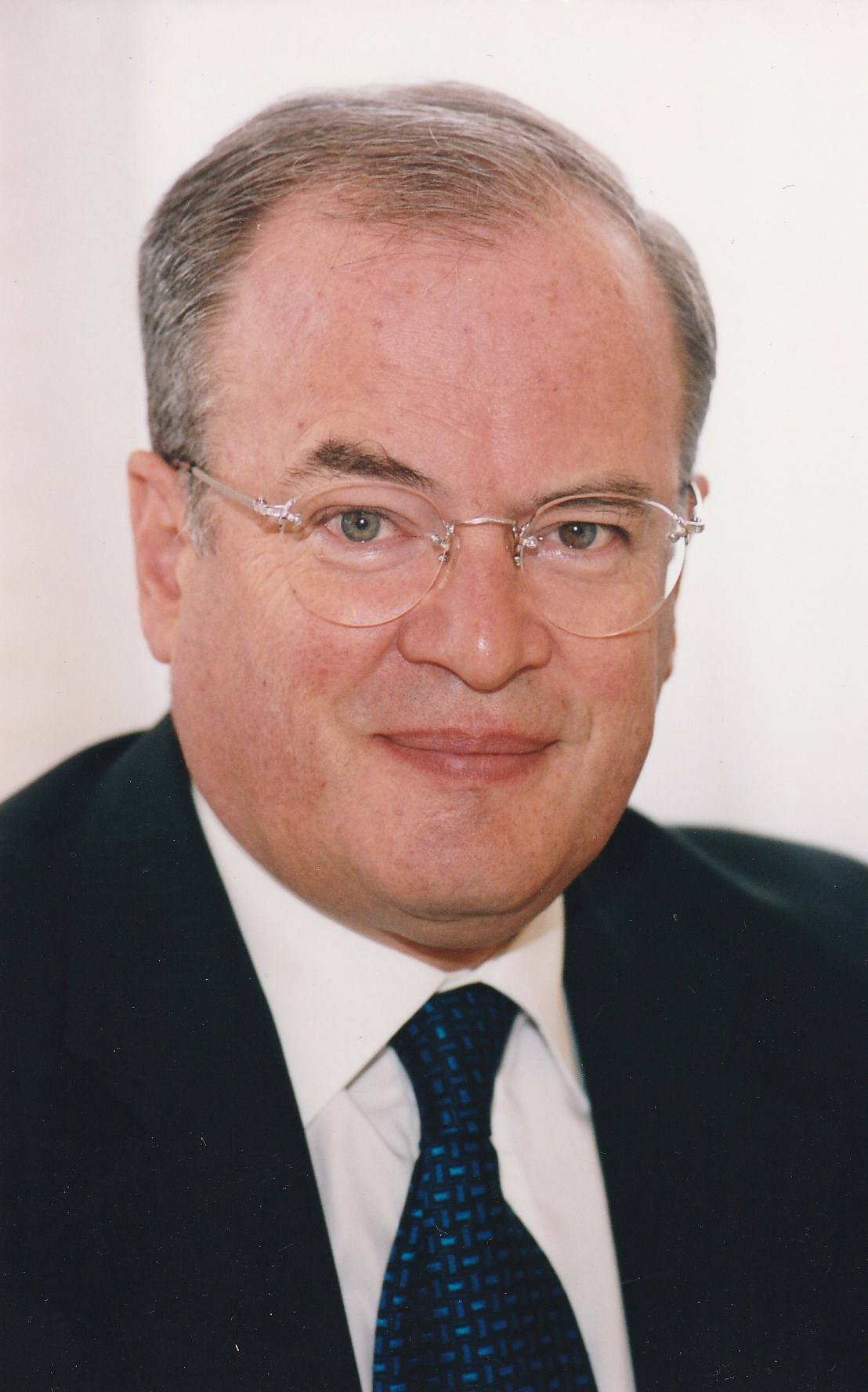
Christian Pierret, maire de 1989 à 1997 et de 2002 à 2014.

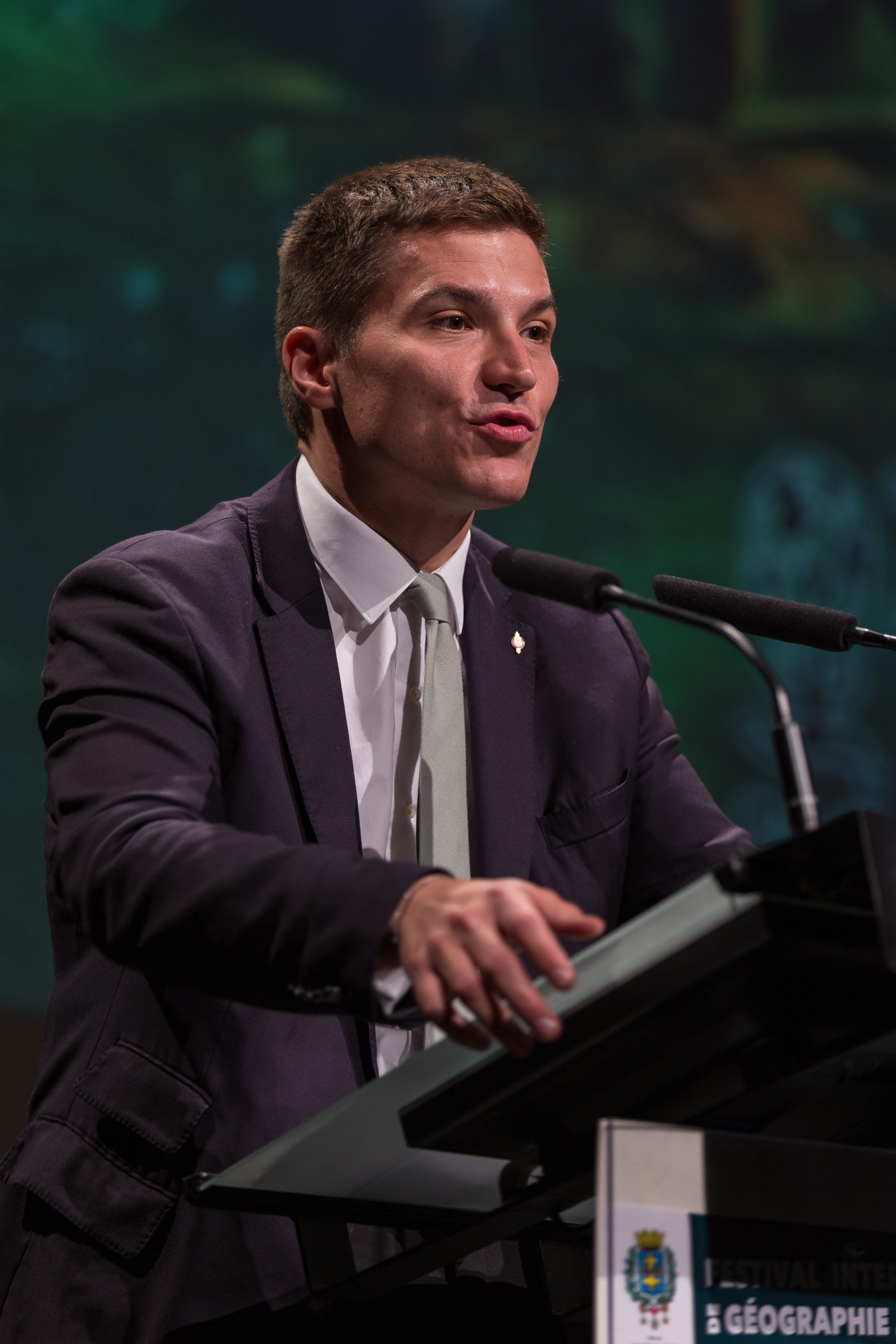
David Valence, maire de 2014 à 2022.

### Pierre Noël
Pierre, Auguste, Georges Noël, né le 25 septembre 1928 à Malzéville (Meurthe-et-Moselle) et mort brutalement le 20 mai 1996, est maire de Saint-Dié de mars 1965 à mars 1977.
Fils de Louis Auguste Noël et de Renée Loraux, il épouse Annie Picard (née en 1926) le 4 avril 1953, avec qui il a quatre enfants.
Il effectue ses études au lycée de Lunéville, puis à l'université de Nancy. Après une double licence de philosophie, puis d’anglais à la faculté de Nancy, Pierre Noël séjourne un an en Angleterre, puis effectue son service militaire en Allemagne jusqu’en octobre 1953. Il devient ensuite enseignant certifié d’anglais, et enseigne dans les lycées de Longwy, Remiremont, Lunéville et Saint-Dié.
Engagé très tôt dans le combat syndical et politique, Pierre Noël milite au Parti socialiste unifié (PSU). Aux élections municipales de 1965, il est élu maire de Saint-Dié, à la tête d’une municipalité regroupant divers partis de gauche, une innovation dans le paysage politique d’alors. Appelé à choisir entre cette fonction et l’appartenance au PSU, Pierre Noël quitte son parti et rejoint la Convention des institutions républicaines (CIR) que vient de créer François Mitterrand.
En 1965, lourdement éprouvée par la guerre, Saint-Dié, dont la reconstruction est bien engagée, doit encore être restaurée. De 1965 à 1977, la nouvelle municipalité développe un projet d’habitat social et d’équipements : salle omnisports, foyer des jeunes travailleurs, maison pour tous, écoles, bibliothèque, maisons de retraite, salle des fêtes, et le musée local  qui porte aujourd’hui le nom de Pierre Noël. Certaines de ces réalisations sont alors citées en exemple au niveau national comme la bibliothèque. C'est sous son mandat que Saint-Dié est jumelée avec la ville allemande de Friedrichshafen. En 1977, Pierre Noël et son équipe sont cependant battus par la liste RPR menée par Maurice Jeandon. Il est néanmoins le seul conseiller municipal élu de la liste de gauche dans un scrutin alors encore soumis au panachage.
Conseiller général des Vosges (canton de Saint-Dié) depuis 1967, il le restera jusqu’en mars 1979, date à laquelle il se retire de la politique.